# 陈之一
陈之一，即陈钧（1903年—1980年8月16日），又名陈之益、陈志益、陈智益、陈钧等，江苏金坛（现江苏省常州市金坛区）于家村人，中共浙江省委代理书记、国务院参事。

## 生平
1919年高小毕业后，考进镇江的江苏省第六中学，参加当地的五四运动。1923年考入上海大学社会学系，接触到共产党人物邓中夏、瞿秋白、蔡和森、施复亮、张太雷等。1924年经上海大学教务长邓中夏推荐，去苏联莫斯科东方劳动者共产主义大学学习1927年8月任中共浙江省委常委、工人部主任。浙江省第3任省委书记张秋人，1927年9月28日开会宣布任职，次日被敌逮捕入狱。1927年9月陈之一任省委代理书记兼省委职工运动委员会主任。1927年11月上旬夏曦出任浙江省委书记，陈之一调任上海闸北区委职工部长兼上海总工会闸北区特派员。
1945年11月28日，民主建国会筹备会议在重庆迁川工厂联合会举行，30多人出席了会议，会议推举筹备干事有陈钧。在成立大会上为选出的37位理事之一。
1957年4月29日，第47次国务院全体会议任命陈钧为国务院参事。
1980年8月16日在北京逝世。骨灰于1982年8月14日安放在北京八宝山革命公墓。
1988年9月17日，中组部给中共中央国家机关工委发文（中组部〔88〕干审字1032号）批准：“《关于陈钧同志党籍问题的报告》收悉。经研究，可承认陈钧同志一九二五年秋入党到生前（一九八○年八月）的党籍。”